# Aceñas de Gijón (Zamora)
Las aceñas de Gijón son un grupo de este tipo de molinos ubicado sobre el cauce del río Duero, en la ciudad española de Zamora. Constituyen uno de los cinco conjuntos de aceñas que todavía subsisten en la ciudad, junto con las de Olivares, Pinilla, Cabañales, y Los Pisones. Respecto a su estado de conservación, las aceñas de Gijón se encuentran en ruinas y fuera de uso productivo.

## Historia
Durante la Edad Media era muy habitual la existencia de numerosas aceñas ubicadas en las riberas de los ríos zamoranos, aprovechando la fuerza motriz de las corrientes. Su edificación era un problema arquitectónico poco evidente con la tecnología constructiva de la época. En aquel tiempo su posesión suponía una relación de poder de una comunidad dada. La documentación antigua existente sobre la descripción de estos ingenios mecánicos asigna la denominación "aceña" a los mecanismos que funcionan en ríos con gran caudal, mientras que se reserva la denominación "molino" a aquellos ubicados en cauces de menor caudal. Es por esta razón que la denominación aceña es correcta al mencionar los de Zamora a orillas del Duero.